# Vennes
Vennes ist eine französische Gemeinde mit 243 Einwohnern (Stand: 1. Januar 2022) im Département Doubs in der Region Bourgogne-Franche-Comté.

## Geographie
Vennes liegt auf 795 m über dem Meeresspiegel, 12 Kilometer nordnordwestlich von Morteau und etwa 40 Kilometer östlich der Stadt Besançon (Luftlinie). Das Dorf erstreckt sich im Jura, am nordwestlichen Rand des Beckens von Vennes, am Fuß der Waldhöhe des Froid Mont. Das Gemeindegebiet gehört zum Regionalen Naturpark Doubs-Horloger.
Die Fläche des 7,31 km² großen Gemeindegebiets umfasst einen Abschnitt des französischen Juras. Der südliche Teil des Gebietes wird vom Becken von Vennes eingenommen, das eine Breite von ungefähr 4 km und eine Länge von fast 10 km aufweist und durchschnittlich auf 770 m liegt. Es ist überwiegend von Acker- und Wiesland bestanden. Das Plateau besitzt keine oberirdischen Fließgewässer, weil das Niederschlagswasser im verkarsteten Untergrund versickert. In das Becken eingetieft ist ein Trockental, das sich von Vennes nach Guyans-Vennes hinzieht und topographisch zum Einzugsgebiet des Dessoubre gehört.
Nach Nordwesten erstreckt sich das Gemeindeareal auf den teils bewaldeten, teils mit Weideland bestandenen Höhenzug, der das Becken von Vennes vom nördlich gelegenen Tal der Reverotte trennt. Der durch mehrere Combes untergliederte Höhenrücken bildet eine Antiklinale des Faltenjuras und ist gemäß der Streichrichtung des Gebirges in Südwest-Nordost-Richtung orientiert. Bedeutende Punkte sind die Roche Barchey (988 m) im äußersten Westen, die Höhe von Sainte-Radegonde (965 m), von Pré Renaud (mit 1007 m die höchste Erhebung von Vennes) und der Froid Mont (1006 m).
Zu Vennes gehören der Weiler Les Plains (804 m) auf dem Plateau im Becken von Vennes sowie einige Einzelhöfe. Nachbargemeinden von Vennes sind Plaimbois-Vennes im Norden, Guyans-Vennes im Osten, Fournets-Luisans und Orchamps-Vennes im Süden sowie Loray im Westen.

## Geschichte
Die Ortschaft Vennes entwickelte sich unterhalb der gleichnamigen mittelalterlichen Burg, die Mittelpunkt einer wichtigen Herrschaft war und das Becken von Vennes umfasste. Sie befand sich auf einem felsigen Vorsprung über der Engstelle eines Trockentals nördlich des Dorfes. Im Jahr 1541 wurde auf dem Höhenzug nordwestlich von Vennes die Kapelle Notre-Dame de Sainte Radegonde erbaut, bei der sich eine Einsiedelei befand. Heute ist Vennes Mitglied des Gemeindeverbandes Portes du Haut-Doubs.
Am 1. Januar 2009 wurde die Arrondissementszugehörigkeit der Gemeinde geändert. Bislang zum Arrondissement Besançon gehörend, kamen alle Gemeinden des Kantons zum Arrondissement Pontarlier.

## Sehenswürdigkeiten

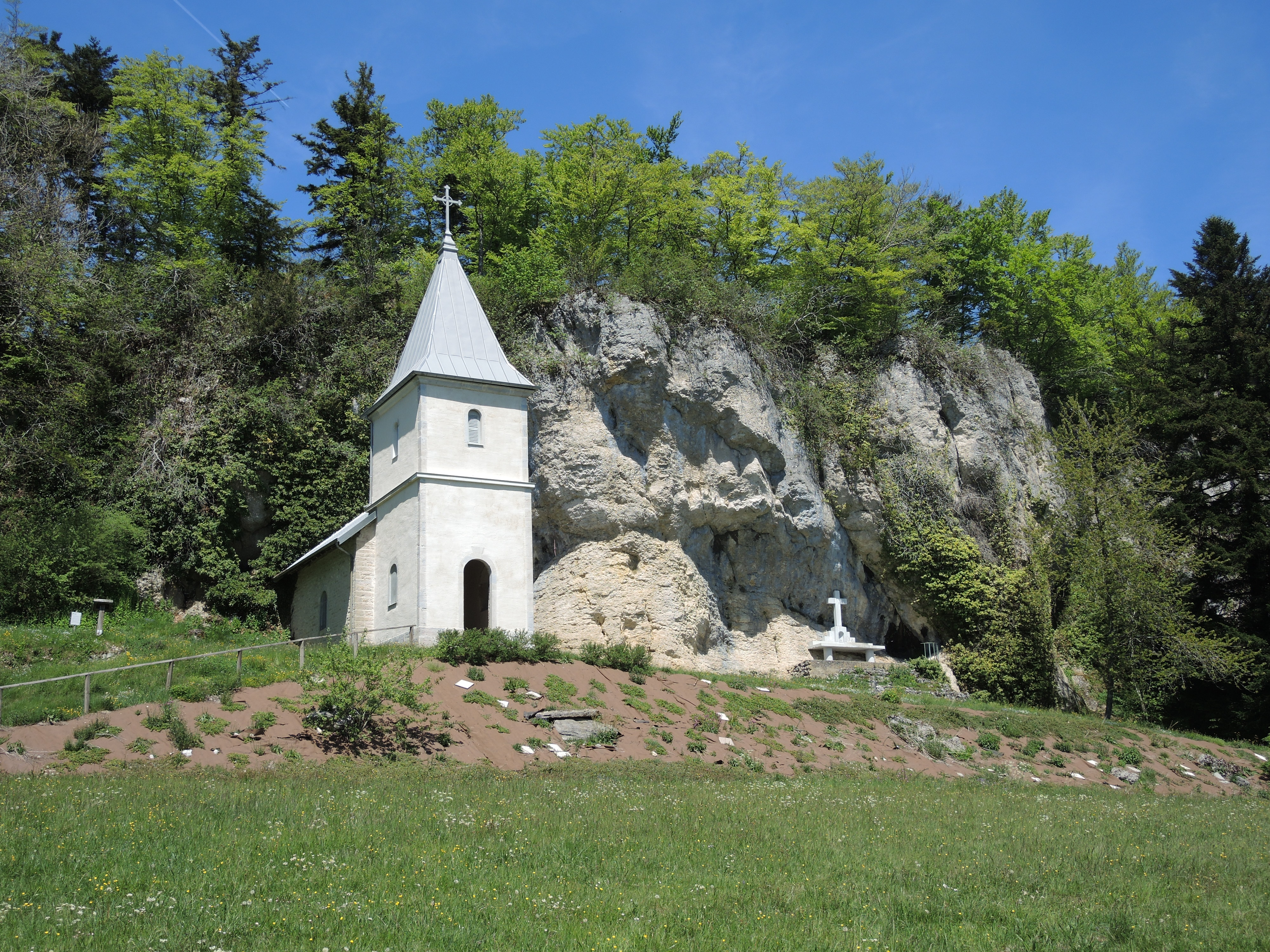
Kapelle Sainte-Radegonde

Die heutige Kapelle Sainte-Radegonde stammt von 1854. Von der ehemaligen Burg Vennes sind nur noch wenige Überreste sichtbar.

## Bevölkerung
| Jahr                       | 1962 | 1968 | 1975 | 1982 | 1990 | 1999 | 2006 | 2016 |
| Einwohner                  | 112  | 107  | 79   | 76   | 82   | 108  | 131  | 169  |
| Quellen: Cassini und INSEE |      |      |      |      |      |      |      |      |

Mit 243 Einwohnern (1. Januar 2022) gehört Vennes zu den kleinsten Gemeinden des Départements Doubs. Nachdem die Einwohnerzahl in der ersten Hälfte des 20. Jahrhunderts markant abgenommen hatte (1881 wurden noch 178 Personen gezählt), wurde seit Beginn der 1980er Jahre wieder ein Bevölkerungswachstum verzeichnet.

## Wirtschaft und Infrastruktur
Vennes war bis weit ins 20. Jahrhundert hinein ein vorwiegend durch die Landwirtschaft (Milchwirtschaft und Viehzucht, Ackerbau) geprägtes Dorf. Noch heute leben die Bewohner zur Hauptsache von der Tätigkeit im ersten Sektor. Außerhalb des primären Sektors gibt es fast keine Arbeitsplätze im Dorf. Einige Erwerbstätige sind auch Wegpendler, die in den umliegenden größeren Ortschaften ihrer Arbeit nachgehen.
Die Ortschaft ist verkehrstechnisch gut erschlossen. Sie ist von Orchamps-Vennes an der Hauptstrasse D461, die von Besançon nach Morteau führt, leicht erreichbar. Eine weitere Straßenverbindung besteht mit Fuans.